# Faraglioni
Na talijanskom, tal. faraglioni (izgovor [faraʎˈʎoːni]; napolitanski [faraʝˈʝuːnə]; jednina faraglione u oba jezika) su obalni tornjevi, obalne i oceanske stijene koje su erodirale valovi.
Riječ bi mogla potjecati od grčke riječi pháros ili latinski pharus ("svjetionik") i srodno je sa španjolskim farallón.
Nalaze se na obalama nekoliko talijanskih regija:

## Apulskifaraglioni
U regiji Apulija, primjeri it. faraglioni mogu se naći duž jadranske obale poluotoka Salento : Le Due Sorelle (Dvije sestre) u Torre Dell'Orso i Faraglioni di Sant'Andrea. Na poluotoku Gargano nalaze se dva faragliona u zaljevu Zagare kod Mattinata koji su zaštićeni unutar Nacionalnog parka Gargano .

## Faraglionina Capriju
U regiji Kampaniji postoje tri poznata it. faraglioni u Napuljskom zaljevu, kod otoka Caprija. Dio su Kampanskog otočja, a zovu se:
- Stella, povezana s otokom; visoka 109 m.
- Mezzo (82 m).
- Scopolo (ili Fuori); visok 106 m. Plavi gušter ili it. lucertola azzurra (Podarcis siculus coeruleus) je endem za ovaj faraglione.

## Galerija
- tal. Faraglione u NP Gargano, Apulija
- tal. Faraglione na Capriju, pogled sa zapada
- tal. Faraglione na Capriju, pogled sa istoka
- tal. Faraglione na Capriju, pogled sa broda

## Vanjske poveznice
- Capri - Faraglioni. Capri Online. Pristupljeno 8. listopada 2010.